# Understated
Understated è l'ottavo album in studio del musicista britannico Edwyn Collins, pubblicato il 25 marzo 2013.

## Tracce
1. Dilemma – 3:26
2. Baby Jean – 3:27
3. Carry On, Carry On – 4:05
4. 31 Years – 3:58
5. It's a Reason – 4:06
6. Too Bad (That's Sad) – 3:20
7. Down the Line – 4:28
8. Forsooth – 4:10
9. In the Now – 3:46
10. Understated – 3:01
11. Love's Been Good to Me – 3:21